# Henrico megye
Henrico megye az Amerikai Egyesült Államokban, azon belül Virginia államban található. Megyeszékhelye Laurel. Lakosainak száma 334 389 fő (2020. április 1.). Henrico megye Hanover, Richmond, Charles City, New Kent, Chesterfield, Powhatan és Goochland megyékkel határos.

## Népesség
A megye népességének változása:
| Lakosok száma | 307 465 | 310 529 | 315 200 | 318 611 | 325 155 | 334 389 |
|               | 2010    | 2011    | 2012    | 2013    | 2015    | 2020    |